# Luis Mariani
Luis Mariani Jiménez (Sevilla-1835) fou un director, litògraf, impressor i dibuixant. En el camp de la il·lustració fou un dels més representatius de la premsa satírica a l'Espanya del segle xix. També fou un dels pioners en dibuixar còmic a Espanya.

## Biografia
Luis Mariani Jiménez o bé "Giménez" segons algunes fonts, va néixer a Sevilla entre el 1835 i el 1840, era descendents d'italians. Va fundar i col·laborar com a director, redactor, litògraf i dibuixant de la revista satírica, El Cencerro (Córdoba, 1863), El Tío Clarín (1864-1867), La Campana (1867-1868), El Clarín (1867-1870), El Padre Adam (1868-1870) i El Tío Clarín segona època (1870-1871).
D'altres publicacions que va dirigir i que editava entre les ciutats de Sevilla, Córdoba, Málaga i Madrid foren, Sancho Panza (Madrid, 1868-1872), El Cencerro segona època (1869-1873), El Caos (Madrid, 1870) i El Tío Conejo (1875-1882).
Les pàgines pioneres de còmic les va publicar a El Tío Clarín des del 1864, a La Campana cap al 1867 o bé a El Padre Adam entre el 1868 i 1870.